# Jorge Olaechea
Jorge Andrés Olaechea Quijandría (Ica, 27 agosto 1958) è un ex calciatore peruviano.

## Carriera

### Club
Ha giocato nella prima divisione peruviana, che ha anche vinto nel 1978 con la maglia dell'Alianza Lima.

### Nazionale
Ha partecipato ai Mondiali del 1982 ed a quattro edizioni della Coppa America.

## Palmarès

### Club

#### Competizioni nazionali
- Campionato peruviano: 1

Alianza Lima: 1978